# Gauliga Nordmark 1933/34
De Gauliga Nordmark 1933/34 was het eerste voetbalkampioenschap van de Gauliga Nordmark. De Gauliga werd in 1933 in het leven geroepen als nieuwe hoogste klasse in het Duitse voetbal en had zestien regionale onderverdelingen. De clubs van de Gauliga Nordmark speelden voorheen in de competities van de Noord-Duitse voetbalbond. Vier van de competities werden in de nieuwe Gauliga ondergebracht, de andere twee gingen naar de Gauliga Niedersachsen.
Eimsbütteler TV werd kampioen en plaatste zich voor de eindronde om de Duitse landstitel, waar de club in de groepsfase uitgeschakeld werd.

## Samenstelling
- de vijf beste teams uit de Groot-Hamburgse competitie 1932/33:
  - Hamburger SV
  - Altonaer FC 1893 VfL
  - SC Union 03 Altona
  - SV Polizei Hamburg
  - Eimsbütteler TV
- de twee beste teams uit de Lübeck-Mecklenburgse competitie 1932/33:
  - Schweriner FC 03
  - SV Polizei Lübeck
- de kampioen van de Noord-Hannoverse competitie 1932/33:
  - FC Viktoria 1910 Wilhelmsburg
- de twee beste teams uit de  Sleeswijk-Holsteinse competitie 1932/33:
  - KSV Holstein Kiel
  - FSV Borussia 03 Gaarden

## Eindstand
| Plaats | Club                            | Wed. | W  | G | V  | Saldo  | Ptn   |
| ------ | ------------------------------- | ---- | -- | - | -- | ------ | ----- |
| 1.     | Eimsbütteler TV                 | 18   | 14 | 2 | 2  | 66:21  | 30:06 |
| 2.     | Hamburger SV                    | 18   | 14 | 1 | 3  | 91:35  | 29:07 |
| 3.     | Kieler SV Holstein              | 18   | 11 | 4 | 3  | 64:28  | 26:10 |
| 4.     | Wilhelmsburger FC Viktoria 1910 | 18   | 7  | 3 | 8  | 50:49  | 17:19 |
| 5.     | Altonaer FC 1893 VfL            | 18   | 8  | 1 | 9  | 38:42  | 17:19 |
| 6.     | SpVgg Polizei Hamburg           | 18   | 6  | 3 | 9  | 41:42  | 15:21 |
| 7.     | SC Union 03 Altona              | 18   | 7  | 1 | 10 | 51:56  | 15:21 |
| 8.     | FV Borussia 03 Kiel             | 18   | 5  | 5 | 8  | 45:55  | 15:21 |
| 9.     | SV Polizei Lübeck               | 18   | 6  | 1 | 11 | 43:64  | 13:23 |
| 10.    | Schweriner FC 03                | 18   | 1  | 1 | 16 | 22:119 | 03:33 |

|  | Kampioen                                                                      |
|  | Werd voor volgende seizoen overgeheveld naar de Gauliga Niedersachsen 1934/35 |
|  | Deelname promotie-eindronde                                                   |
|  | Degradatie                                                                    |

## Promotie-eindronde
Doordat Viktoria Wilhelmsburg naar de Gauliga Niedersachsen overgeheveld werd mocht Polizei Lübeck als voorlaatste uit de Gauliga aan de eindronde met tweedeklassers deelnemen om het behoud veilig te stellen. Omdat FC Borussia Harburg, ook naar de Gauliga Niedersachsen werd overgeheveld nam FC St. Pauli, dat vicekampioen geworden was in de Bezirksklasse deel aan de eindronde. 
| Plaats | Club                         | Wed. | Saldo | Ptn. |
| ------ | ---------------------------- | ---- | ----- | ---- |
| 1.     | SC Victoria Hamburg          | 6    | 33:15 | 10:2 |
| 2.     | SV Polizei Lübeck            | 6    | 23:12 | 9:3  |
| 3.     | FC St. Pauli                 | 6    | 17:10 | 8:4  |
| 4.     | VfB Union-Teutonia 1908 Kiel | 7    | 14:27 | 5:9  |
| 5.     | Bad Oldesloer BV             | 7    | 10:33 | 0:14 |

|  | Promotie |